# Paweł Sibik
Paweł Sibik (ur. 15 lutego 1971 w Niemczy) – polski piłkarz grający na pozycji pomocnika, reprezentant Polski; obecnie trener.
Dysponujący średnimi warunkami fizycznymi (180 cm wzrostu i 74 kg wagi) zawodnik swoją karierę rozpoczynał w sezonie 1988/1989 występując w zespole Argona Niemcza. Następnie występował w Lechii Dzierżoniów, Odrze Wodzisław. Z Odrą awansował do Ekstraklasy i wywalczył z nią 3. miejsce w Ekstraklasie. Z Odrą grał również w pucharze UEFA i Intertoto. W 2003 został zawodnikiem Apollonu Limassol, następnie występował w Podbeskidziu Bielsko-Biała i Ruchu Chorzów. Przed sezonem 2005/2006 wrócił do Apollonu. Na boiskach ekstraklasy (wyłącznie w barwach Odry) rozegrał 192 spotkania, w których strzelił 28 bramek. Karierę piłkarską zakończył po sezonie 2005/2006 w czwartoligowej Przyszłości Rogów, w której zajmował się później szkoleniem młodzieży. W sezonie 2007/2008 pełnił funkcję asystenta trenera Odry. Wyjątek stanowiło pięć kolejek (25-29), kiedy to przejął obowiązki I trenera od Janusza Białka.
Jako piłkarz Odry wystąpił na MŚ 2002 w Korei Południowej. W barwach reprezentacji, w której rozegrał 3 mecze: z Wyspami Owczymi, Estonią i z USA, zadebiutował 10 lutego 2002 w meczu przeciwko Wyspom Owczym (2:1).
MECZE W REPREZENTACJI POLSKI
| Mecze i gole w reprezentacji | Mecze i gole w reprezentacji | Mecze i gole w reprezentacji | Mecze i gole w reprezentacji | Mecze i gole w reprezentacji | Mecze i gole w reprezentacji | Mecze i gole w reprezentacji |
| #                            | Rok                          | Przeciwnik                   | Gol                          | Wynik                        | Rozgrywki                    |                              |
| ---------------------------- | ---------------------------- | ---------------------------- | ---------------------------- | ---------------------------- | ---------------------------- | ---------------------------- |
| 1.                           | 2002                         | Wyspy Owcze                  |                              | 2:1                          | towarzyski                   |                              |
| 2.                           | 2002                         | Estonia                      |                              | 1:0                          | towarzyski                   |                              |
| 3.                           | 2002                         | Stany Zjednoczone            |                              | 3:1                          | MŚ 2002                      |                              |

Jest honorowym obywatelem Dzierżoniowa. Obecnie mieszka w Wodzisławiu Śląskim.